# Mistrzostwa Świata w Lekkoatletyce 2011 – rzut młotem mężczyzn
Rzut młotem mężczyzn – jedna z konkurencji rozgrywanych podczas lekkoatletycznych mistrzostw świata na Daegu Stadium w Daegu. 
Obrońcą tytułu mistrzowskiego z 2009 roku był Słoweniec Primož Kozmus. Ustalone przez IAAF minima kwalifikacyjne do mistrzostw wynosiły 78,00 (minimum A) oraz 74,00 (minimum B). W zawodach nie wystartował lider tabel światowych Aleksiej Zagorny – Rosjanin doznał kontuzji i musiał zrezygnować ze startu w Korei Południowej.

## Terminarz
| Data        | Godzina |            |
| ----------- | ------- | ---------- |
| 27 sierpnia | 20:30   | Eliminacje |
| 29 sierpnia | 19:15   | Finał      |

## Rekordy
Tabela prezentuje rekord świata, rekordy poszczególnych kontynentów, mistrzostw świata, a także najlepszy rezultat na świecie w sezonie 2011 przed rozpoczęciem mistrzostw.
|                                                | Zawodnik           | Wynik | Miejsce   | Data                  |
| ---------------------------------------------- | ------------------ | ----- | --------- | --------------------- |
| Rekord świata                                  | Jurij Siedych      | 86,74 | Stuttgart | 30 sierpnia 1986(dts) |
| Listy światowe                                 | Aleksiej Zagorny   | 81,73 | Yerino    | 4 czerwca 2011(dts)   |
| Rekord mistrzostw świata                       | Iwan Cichan        | 83,86 | Helsinki  | 8 sierpnia 2005(dts)  |
| Rekord Afryki                                  | Chris Harmse       | 80,63 | Durban    | 15 kwietnia 2005(dts) |
| Rekord Azji                                    | Kōji Murofushi     | 84,86 | Praga     | 29 czerwca 2003(dts)  |
| Rekord Ameryki Północnej, Środkowej i Karaibów | Lance Deal         | 82,52 | Mediolan  | 7 września 1986(dts)  |
| Rekord Ameryki Południowej                     | Juan Ignacio Cerra | 76,42 | Triest    | 25 lipca 2001(dts)    |
| Rekord Europy                                  | Jurij Siedych      | 86,74 | Stuttgart | 30 sierpnia 1986(dts) |
| Rekord Australii i Oceanii                     | Stuart Rendell     | 79,29 | Varaždin  | 6 lipca 2002(dts)     |

## Rezultaty

### Eliminacje
| Poz. | Grupa | Zawodnik               | Reprezentacja     | #1    | #2    | #3    | Rezultat | Uwagi                     |
| ---- | ----- | ---------------------- | ----------------- | ----- | ----- | ----- | -------- | ------------------------- |
| 1    | A     | Kōji Murofushi         | Japonia           | 78,56 |       |       | 78,56    | Q,                        |
| 2    | B     | Pawieł Krywicki        | Białoruś          | X     | 76,80 | 78,16 | 78,16    | Q                         |
| 3    | B     | Markus Esser           | Niemcy            | 77,60 |       |       | 77,60    | Q                         |
| 4    | A     | Krisztián Pars         | Węgry             | 77,21 |       |       | 77,21    | Q                         |
| 5    | A     | Szymon Ziółkowski      | Polska            | X     | 77,19 |       | 77,19    | Q                         |
| 6    | A     | Dilszod Nazarow        | Tadżykistan       | 75,34 | 75,17 | 76,93 | 76,93    | q                         |
| 7    | B     | Jury Szajunou          | Białoruś          | 76,74 | 76,63 | 76,07 | 76,74    | q                         |
| 8    | B     | Nicola Vizzoni         | Włochy            | 75,41 | 76,30 | 76,74 | 76,74    | q                         |
| 9    | A     | Olli-Pekka Karjalainen | Finlandia         | X     | 75,09 | 76,60 | 76,60    | q,                        |
| 10   | B     | Primož Kozmus          | Słowenia          | 76,21 | 76,54 | 76,44 | 76,54    | q                         |
| 11   | B     | Paweł Fajdek           | Polska            | 75,83 | 76,10 | 75,66 | 76,10    | q                         |
| 12   | A     | Kiriłł Ikonnikow       | Rosja             | 75,36 | X     | X     | 75,36    | q                         |
| 13   | A     | Ali Mohamed Al-Zinkawi | Kuwejt            | 75,35 | X     | X     | 75,35    |                           |
| 14   | A     | Kibwe Johnson          | Stany Zjednoczone | 75,06 | X     | X     | 75,06    |                           |
| 15   | B     | Siergiej Litwinow      | Rosja             | 74,80 | X     | 73,11 | 74,80    |                           |
| 16   | B     | Kristóf Németh         | Węgry             | 73,36 | 74,09 | 73,87 | 74,09    |                           |
| 17   | B     | Ołeksij Sokyrski       | Ukraina           | X     | X     | 73,81 | 73,81    |                           |
| 18   | A     | Eşref Apak             | Turcja            | 73,38 | 71,99 | X     | 73,38    |                           |
| 19   | B     | James Steacy           | Kanada            | 73,32 | 71,74 | X     | 73,32    |                           |
| 20   | A     | Marcel Lomnický        | Słowacja          | 72,68 | 71,44 | 72,16 | 72,68    |                           |
| 21   | A     | Igors Sokolovs         | Łotwa             | 71,90 | 71,64 | 72,95 | 72,95    |                           |
| 22   | B     | Libor Charfreitag      | Słowacja          | X     | 71,87 | 72,20 | 72,20    |                           |
| 23   | A     | Walery Swiatocha       | Białoruś          | X     | X     | 71,58 | 71,58    |                           |
| 24   | A     | Eivind Henriksen       | Norwegia          | 68,24 | 71,27 | 70,02 | 71,27    |                           |
| 25   | A     | András Haklits         | Chorwacja         | X     | 70,93 | X     | 70,93    |                           |
| 26   | A     | Dmitri Marşin          | Azerbejdżan       | 70,04 | 68,94 | 68,99 | 70,04    |                           |
| 27   | B     | Michael Mai            | Stany Zjednoczone | 68,35 | X     | 69,96 | 69,96    |                           |
| 28   | A     | Lee Yun-Chul           | Korea Południowa  | X     | 67,14 | 68,98 | 68,98    | Najlepszy wynik w sezonie |
| 29   | A     | Mostafa Al-Gamel       | Egipt             | X     | 64,17 | 68,38 | 68,38    |                           |
| 30   | A     | Kaveh Mousavi          | Iran              | X     | 68,01 | X     | 68,01    |                           |
| 31   | B     | Mattias Jons           | Szwecja           | 67,93 | X     | X     | 67,93    |                           |
| 32   | B     | Javier Cienfuegos      | Hiszpania         | X     | 66,78 | 67,49 | 67,49    |                           |
| 33   | B     | Juan Ignacio Cerra     | Argentyna         | 63,04 | X     | 64,27 | 64,27    |                           |
| 34   | B     | Amanmurad Hommadov     | Turkmenistan      | 61,31 | 59,94 | 62,97 | 62,97    |                           |
|      | B     | Fatih Eryildirim       | Turcja            |       |       |       | DNF      |                           |

### Finał
| Poz.   | Zawodnik               | Reprezentacja | #1    | #2    | #3    | #4    | #5    | #6    | Wynik | Uwagi                     |
| ------ | ---------------------- | ------------- | ----- | ----- | ----- | ----- | ----- | ----- | ----- | ------------------------- |
| Złoto  | Kōji Murofushi         | Japonia       | 79,72 | 81,03 | 81,24 | 79,42 | 81,24 | 80,83 | 81,24 | Najlepszy wynik w sezonie |
| Srebro | Krisztián Pars         | Węgry         | 77,26 | 78,84 | 79,14 | 79,97 | 60,34 | 81,18 | 81,18 |                           |
| Brąz   | Primož Kozmus          | Słowenia      | 77,50 | 79,39 | 78,93 | X     | 76,01 | 78,19 | 79,39 | Najlepszy wynik w sezonie |
| 4      | Markus Esser           | Niemcy        | X     | 78,56 | 76,71 | 75,01 | 79,12 | 77,88 | 79,12 |                           |
| 5      | Pawieł Krywicki        | Białoruś      | 73,98 | 78,24 | 78,53 | X     | 77,35 | X     | 78,53 |                           |
| 6      | Kiriłł Ikonnikow       | Rosja         | X     | X     | 77,22 | X     | 78,37 | 78,12 | 78,37 |                           |
| 7      | Szymon Ziółkowski      | Polska        | 75,04 | 77,64 | 76,75 | X     | 74,99 | 75,10 | 77,64 |                           |
| 8      | Nicola Vizzoni         | Włochy        | 77,04 | 76,31 | 76,94 | 76,01 | 75,82 | X     | 76,94 |                           |
| 9      | Olli-Pekka Karjalainen | Finlandia     | 75,38 | 76,60 | 71,34 |       |       |       | 76,60 | Najlepszy wynik w sezonie |
| 10     | Dilszod Nazarow        | Tadżykistan   | 75,05 | 74,34 | 76,58 |       |       |       | 76,58 |                           |
| 11     | Paweł Fajdek           | Polska        | 74,86 | X     | 75,20 |       |       |       | 75,20 |                           |
|        | Jury Szajunou          | Białoruś      | X     | X     | X     |       |       |       | NM    |                           |